# Franz Ollendorff
Franz Heinrich Ollendorff (en hebreo פרנץ אולנדורף o חיים אולנדורף); (Berlín, Imperio Alemán, 15 de mayo de 1900 - Haifa, Israel, 9 de diciembre de 1981) fue un físico israelí.

## Biografía
Franz Heinrich (Haim) Ollendorf nació en Berlín. En 1924, se unió al departamento de investigación de Siemens en Berlín, trabajando con Reinhold Rüdenberg. A partir de 1928 enseñó en la facultad de ingeniería de la Technische Hochschule de Berlín. A pesar de las protestas de su supervisor y rector de la universidad, Ernst Orlich, los nazis obligaron a Ollendorff a dimitir en 1933. Poco después del despido, Ollendorff se unió al personal docente de la escuela pública judía de Berlín y se mudó a Jerusalén cuando la escuela y el personal se trasladaron allí en 1934.
Ollendorff volvió a Alemania al año siguiente para organizar el traslado de niños judíos a Eretz Israel en el marco de la recién establecida Aliya juvenil. En 1937 fue finalmente expulsado por la Gestapo. En 1939, se unió al personal del Technion de Haifa y fundó la facultad de ingeniería eléctrica en la que fue profesor. Se especializó en electrónica biomédica y física.
Fue miembro de la Academia de Ciencias de Israel y recibió el Premio Israel por su investigación en campos magnéticos (1954). Fue elegido miembro del Instituto Americano de Ingenieros Eléctricos en 1963 y se desempeñó como vicepresidente del instituto.
Su interés en la educación de los adolescentes lo convirtió en un gran partidario de la escuela superior vocacional Technion.
Ollendorff escribió libros y artículos sobre electrónica, física, matemáticas, acústica, electrónica médica, educación técnica y otros campos especializados. Sus publicaciones incluyen Die Grundlagen der Hochfrequenztechnik (1926); Erdstroeme (1928); Die Welt der Vektoren (1950); e Innere Elektronik (1955).

## Premios
En 1954, Ollendorff fue galardonado con el Premio Israel, en ciencias exactas.
Una placa que conmemora el coraje de Orlich cuelga en el departamento de Física del Technion.